# Лепесовка
Лепесовка (укр. Лепесівка) — село в Шепетовском районе Хмельницкой области Украины.
Население по переписи 2001 года составляло 848 человек. Почтовый индекс — 30233. Телефонный код — 3841. Занимает площадь 0,244 км². Код КОАТУУ — 6820355602.

## Местная власть
30231, Хмельницкая обл., Шепетовский р-н, пгт Ямполь, ул. Мира, 8

## Археология
На реке Горынь было открыто поселение черняховской культуры Лепесовка. В 1957—1962 годах на поселении проводились раскопки под руководством М. А. Тихановой. Были обнаружены сосуды, внутренняя поверхность которых была орнаментирована крестами с прямыми или разветвлёнными концами или с изображением дерева. Среди лепной керамики Лепесовки ок. 10 % приходится на «матрёшковидную» керамику киевского типа.